# Ернст-Альбрехт фон Брокдорфф-Алефельдт
Граф Ернст-Альбрехт фон Брокдорфф-Алефельдт (нім. Ernst-Albrecht Graf von Brockdorff-Ahlefeldt; 26 жовтня 1913, Людвігслюст — 14 лютого 1943, Берлін) — німецький офіцер, майор вермахту. Кавалер Лицарського хреста Залізного хреста.

## Біографія
В ранньому віці вступив у рейхсвер або вермахт. З січня 1939 року — командир 6-ї роти 14-го кавалерійського полку, з 26 серпня 1939 року — 2-ї роти 31-го розвідувального дивізіону. Учасник Французької кампанії і Німецько-радянської війни. Помер в 123-му резервному шпиталі від ран, отриманих на Східному фронті. Через 3 місяці в цьому ж шпиталі помер його дядько, генерал піхоти граф Вальтер фон Брокдорфф-Алефельдт.

## Сім'я
Був одружений з Астрід фон Бранд. В пари народились двоє дітей — Маделяйне (7 серпня 1940) і Альбрехт (24 жовтня 1941).

## Нагороди
- Медаль «За вислугу років у Вермахті» 4-го класу (4 роки)
- Медаль «За Атлантичний вал»
- Штурмовий піхотний знак в сріблі
- Залізний хрест
  - 2-го класу (11 вересня 1940)
  - 1-го класу (18 липня 1941)
- Почесна застібка на орденську стрічку для Сухопутних військ (29 вересня 1941) — як ротмістр і командир 2-го ескадрону 31-го розвідувального дивізіону 31-ї піхотної дивізії.
- Німецький хрест в золоті (29 січня 1942)
- Лицарський хрест Залізного хреста (26 грудня 1942) — як ротмістр і командир 22-го мотострілецького батальйону 12-ї танкової дивізії.